# Shepseskaf
Shepseskaf là vị pharaon thứ sáu và cũng là vị vua cuối cùng của vương triều thứ 4 thuộc thời kỳ Cổ Vương quốc của Ai Cập. Ông đã cai trị một triều đại kéo dài từ 6 đến 8 năm và bắt đầu từ khoảng năm 2510 TCN. Những sự kiện duy nhất diễn ra dưới triều đại của ông mà được biết đến ngày nay đó là việc hoàn thành khu phức hợp đền thờ của Kim tự tháp Menkaure và xây dựng ngôi mộ mastaba của bản thân ông ở Nam Saqqara, Mastaba al-Fir'aun, "ghế đá của pharaon".

## Gia đình
Nhà Ai Cập học George Andrew Reisner cho rằng Shepseskaf là con của vua Menkaure dựa trên một chiếu chỉ đề cập đến việc Shepseskaf đã hoàn thành việc xây dựng ngôi đền tang lễ của Menkaure. Tuy nhiên điều này không được coi là một bằng chứng đáng tin cậy về mối quan hệ cha con giữa họ bởi vì chiếu chỉ trên đã không đề cập tới mối quan hệ giữa hai vị vua. Hơn nữa, việc một vị pharaon kế vị tiến hành hoàn tất ngôi mộ cho vị tiên vương của ông ta không nhất thiết phải phụ thuộc vào mối quan hệ cha con giữa hai người.
Thân mẫu, những người vợ và con cái của Shepseskaf cũng không được biết rõ. Nếu Menkaure thực sự là cha của ông, thân mẫu của ông có thể là một trong những người vợ hoàng gia của Menkaure, Khamerernebty II hoặc Rekhetre. Có thể một người vợ của Shepseskaf chính là Khentkaus I, nhưng điều này lại không thực sự chắc chắn. Nữ hoàng Bunefer còn được cho là một người vợ khác của Shepseskaf căn cứ theo tước hiệu nữ tư tế của Shepseskaf mà bà nắm giữ. Tuy nhiên, bà cũng có thể là một người con gái của ông và đã phụng sự với vai trò là một nữ tư tế trong việc thờ cúng người cha mình. Cuối cùng, Khamaat, vợ của một quý tộc tên là Ptahshepses và còn là con gái của một vị vua, có thể là con gái của Shepseskaf hoặc Userkaf.

## Triều đại
Ông có thể là vị pharaon Ai Cập cuối cùng của vương triều thứ tư nếu như ông không được kế vị bởi một vị vua vô danh có tên là Djedefptah theo như những ghi chép trong một số tác phẩm văn chương của Ai Cập cổ đại và gián tiếp thông qua cuộn giấy cói Turin. Tuy nhiên, lại không có bất cứ vị vua nào có tên là Djedefptah mà được ghi chép lại trong các tài liệu đương thời cũng như trong các lăng mộ của hoàng gia hoặc các ngôi mộ tư nhân thuộc những nghĩa trang có niên đại vào thời kỳ Cổ vương quốc ở Giza và Saqqara. Viên quan cận thần hoàng cung Netry-nesut-pu đã liệt kê danh sách các vị vua thời Cổ vương quốc mà ông ta đã phụng sự trong ngôi mộ của mình: Radjedef → Khafre → Menkaure → Shepseskaf và ba vị vua đầu tiên của vương triều thứ 5 là Userkaf, Sahure và Neferirkare. Cuối cùng thì:
| “ | "Không có bất cứ di sản nào của thời kỳ này đi kèm với các tên gọi hoàng gia mà đề cập đến bất kỳ vị vua nào khác nằm ngoài những cái tên này, cũng như không có tên của... người cháu nội hoàng gia nào, vốn thường gắn thêm tên của một cụ tổ hoàng gia như là một phần trong tên của họ". | ” |

### Chứng thực
Triều đại của Shepseskaf được chứng thực thông qua những dòng chữ khắc trong các ngôi mộ của những vị quan từng phụng sự ông. Chúng chủ yếu được tìm thấy ở Gizah và Saqqara. Có một thực tế đó là đa phần trong số chúng chỉ đề cập đến Shepseskaf mà không có thêm bất cứ thông tin nào có thể giúp chúng ta biết được về thời kỳ trị vì ngắn ngủi của ông. Những vị đại thần đã đề cập đến Shepseskaf đó là:
- Sekhemkare, con trai của Khafra, tư tế của giáo phái thờ cúng hoàng gia. Mastaba của ông ta, nằm ở Gizah (G8154), đã lưu giữ một danh sách các vị vua mà ông ta đã phụng sự, từ Khafra tới Sahure[9]. Danh sách này cũng ghi lại rằng Userkaf là vị vua đã trực tiếp kế vị Shepseskaf.
- Bunefer, công chúa hoàng gia và nữ tư tế của giáo phái thờ cúng Shepseskaf, được chôn cất ở Gizah (G8408). Người ta tin rằng bà là một trong số hai người vợ của Shepseskaf, con gái hoặc là một trong số những người chị em của ông và cũng đã góp mặt trong nghi lễ chôn cất ông[10].
- Nisutpunetjer là một tư tế của giáo phái thờ cúng hoàng gia. Mastaba của ông ta nằm ở Gizah (G8740) cũng lưu giữ danh sách các pharaon mà ông ta đã phụng sự, từ Djedefra tới Sahure và đề cập tới việc Shepseskaf được kế tục bởi Userkaf[11].
- Ptahshepses I, đại tư tế của Ptah. Một bản khắc trên cửa giả của ông ta đã ghi lại tiểu sử của chính bản thân ông ta. Ông ta kể rằng mình đã được giáo dục trong cung đình cùng với Shepseskaf, sau này nhà vua đã phong cho ông ta tước vị tư tế đầu tiên của Ptah và gả cho ông một người con gái tên là Khamaat.[12]
- Kaunisut, một viên quan trong triều đình, đã ca ngợi Shepseskaf trong mastaba của ông ta tại Gizah (G8960)[13].

Ngày nay chỉ có duy nhất một bia đá được phát hiện trong phức hợp kim tự tháp Menkaure mà có thể được xác định một cách chắc chắn là thuộc về triều đại của ông. Nó đề cập đến một chiếu chỉ hoàng gia của Shepseskaf.

### Độ dài triều đại
Cuộn giấy cói Turin ghi lại rằng Shepseskaf đã cai trị trong bốn năm và một vị vua kế vị vô danh của ông - có lẽ là một sự ám chỉ tới Djedefptah - có một triều đại kéo dài hai năm. Ngược lại, bản danh sách vua của Manetho đã ghi lại rõ ràng rằng Shepseskaf đã cai trị trong bảy năm, điều này có thể là một sự kết hợp giữa con số 6 năm được bản danh sách vua Turin ghi lại cho hai vị vua cuối cùng của vương triều thứ tư cộng với một phần hàng tháng đáng kể. Tuy nhiên, bản danh sách Vua của Manetho cũng ghi nhận sự tồn tại của một vị vua Dejefptah chưa được biết rõ và có thể là một nhân vật hư cấu - được gọi là Thampthis trong tác phẩm của ông ta- vị vua này được ghi lại là có một triều đại kéo dài chín năm.
Tấm bia đá Palermo còn lưu giữ lại thông tin về năm đầu tiên dưới triều đại của Shepseskaf. Shepseskaf được chứng thực là vị vua đã trực tiếp kế vị Menkaure và dường như ông đã lên ngôi vào ngày thứ mười một của tháng thứ tư. Thông qua việc phân tích khoảng cách giữa thời điểm bắt đầu triều đại của ông và của vị vua kế vị ông đã giúp chỉ ra rằng Shepseskaf không trị vì hơn 7 năm. Sau cùng, tấm bia đá Palermo còn ghi lại rằng vị trí và tên gọi ngôi mộ của Shepseskaf đã được lựa chọn ngay trong năm đầu tiên ông cai trị.

## Chôn cất

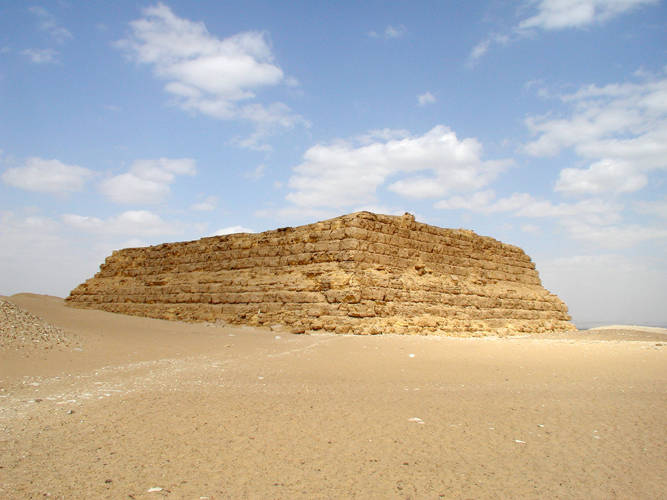
Mastaba của Shepseskaf, Saqqara.

Lăng mộ của Shepseskaf là một mastaba lớn ở Saqqara, ngày nay được biết đến với tên gọi là mastaba al-Fir'aun. Mastaba này được Richard Lepsius ghi nhận lần đầu tiên vào giữa thế kỷ 19 và được Auguste Mariette khai quật lần đầu tiên vào năm 1858. Tuy nhiên, phải đến năm 1924-1925 thì mastaba này mới được Gustave Jéquier khai quật một cách hoàn toàn. Mastaba này ban đầu được cho là lăng mộ của vua Unas thuộc vương triều thứ năm, nhưng Jéquier đã phát hiện ra bằng chứng cho thấy rằng nó thuộc về Shepseskaf. Đặc biệt, ông ta còn phát hiện ra một bia đá thuộc về thời kỳ Trung vương quốc mà giúp cho chúng ta biết được rằng Shepseskaf vẫn còn được thờ cúng vào thời kỳ này.
Với việc xây dựng một mastaba cho bản thân mình, Shepseskaf đã phá vỡ truyền thống của vương triều thứ tư đó là xây dựng những kim tự tháp lớn. Ngược lại, các vị tiên vương của ông đã xây dựng 2 kim tự tháp Giza và một ở Abu-Rawash trong khi Sneferu, vị vua sáng lập nên vương triều thứ tư, đã cho xây dựng ba kim tự tháp dưới vương triều của ông ta, đáng chú ý nhất là kim tự tháp Bent và Kim tự tháp Đỏ. Hiện nay, chúng ta vẫn chưa rõ tại sao Shepseskaf lại không xây dựng kim tự tháp cho bản thân ông, sau đây là một vài giả thuyết:
- Shepseskaf có thể đã thiết kế một ngôi mộ nhỏ cho chính mình bởi vì ông đã phải đối mặt với một nhiệm vụ gian truân đó là hoàn thành kim tự tháp của cha ông tại Giza trong khi cũng phải đồng thời xây dựng lăng mộ của riêng mình - vào thời điểm này Ai Cập đã không còn thịnh vượng như giai đoạn đầu vương triều thứ tư.[16]
- Shepseskaf có thể đã chọn xây dựng một mastaba ở Saqqara, chứ không phải là một kim tự tháp ở Gizah, để nhằm ngăn chặn tầm ảnh hưởng đang ngày càng tăng của các tư tế thần Re[17].Giả thuyết này cũng có thể giải thích cho sự thiếu hụt bất cứ tham chiếu nào nhắc đến thần Re trong tên của ông cũng như của vị vua kế vị ông là Userkaf.
- Shepseskaf đã chọn xây dựng một mastaba theo truyền thống cổ xưa của các vương triều thứ nhất, thứ hai và thứ ba[18].
- Shepseskaf ban đầu dự định xây dựng một kim tự tháp cho bản thân mình, nhưng ông đã băng hà ngay sau khi công trình được bắt đầu. Do đó, vị vua kế vị hoặc hoàng hậu của ông có thể đã hoàn thành ngôi mộ như là một mastaba chứ không phải là một kim tự tháp.